# دهستان جعفربای شرقی
دهستان جعفربای شرقی دهستانی در بخش گلدشت شهرستان گمیشان در استان گلستان است. بر اساس سرشماری سال ۱۳۹۵ جمعیت این دهستان ۶۶۰۵ نفر (در ۱۶۹۵ خانوار) بوده‌است.
تشکیل این دهستان توسط هیئت وزیران در جلسه مورخ ۱۳۶۴٫۱۲٫۲۵ بنا به پیشنهاد شماره. ۱۷۰۱۸م مورخ ۶۴٫۷٫۱۷ وزارت کشور در اجرای ماده ۱۳ قانون تعاریف و ضوابط تقسیمات کشوری مصوب تیرماه سال ۱۳۶۲ مجلس شورای اسلامی و به استناد ماده ۳۱ آیین‌نامه اجرایی قانون مذکور مصوب مهر ماه ۱۳۶۳ و طبق ماده ۳ قانون مذکور و تبصره‌های ذیل آن تصویب شد.